# The Woodies

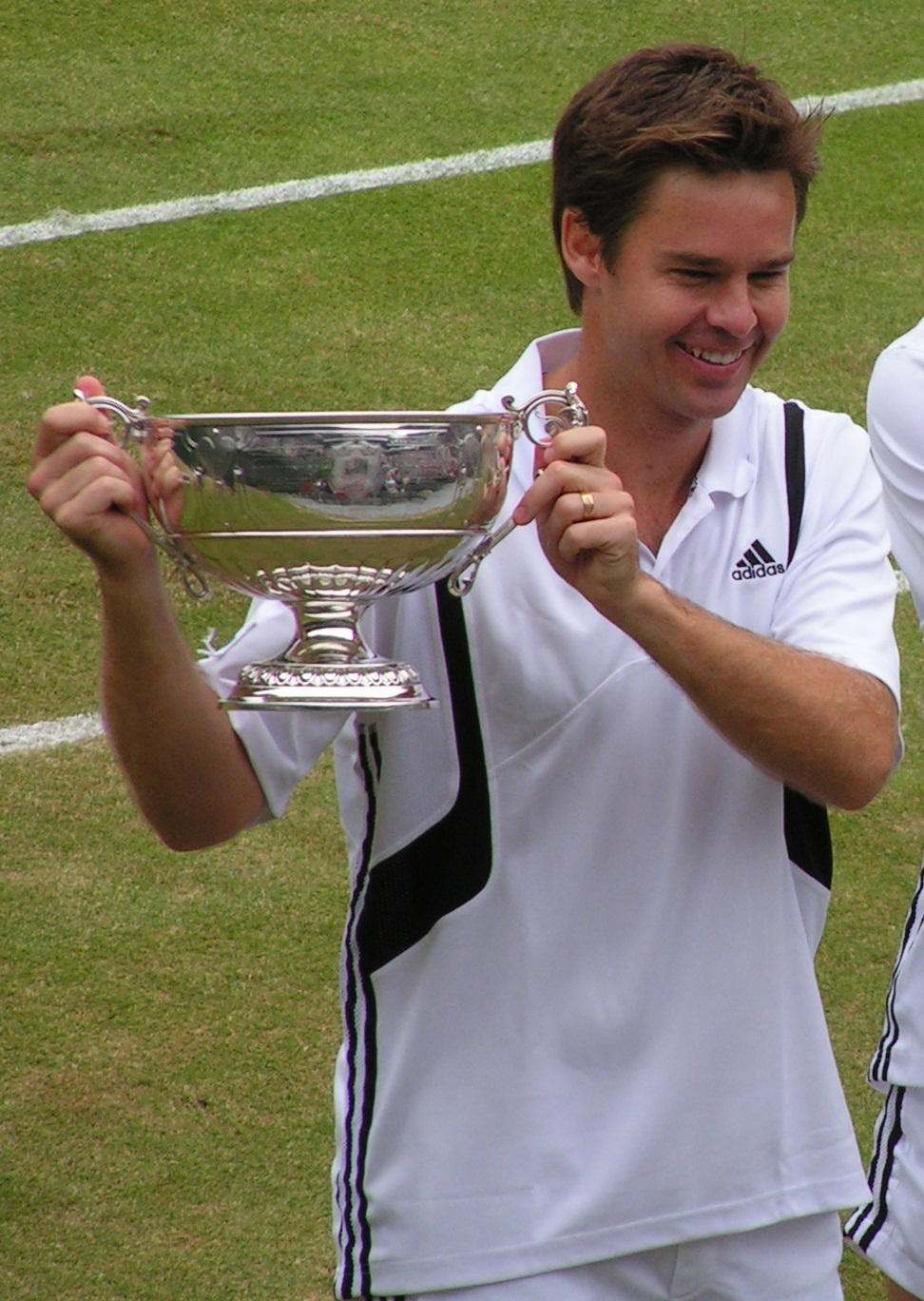
Todd Woodbridge

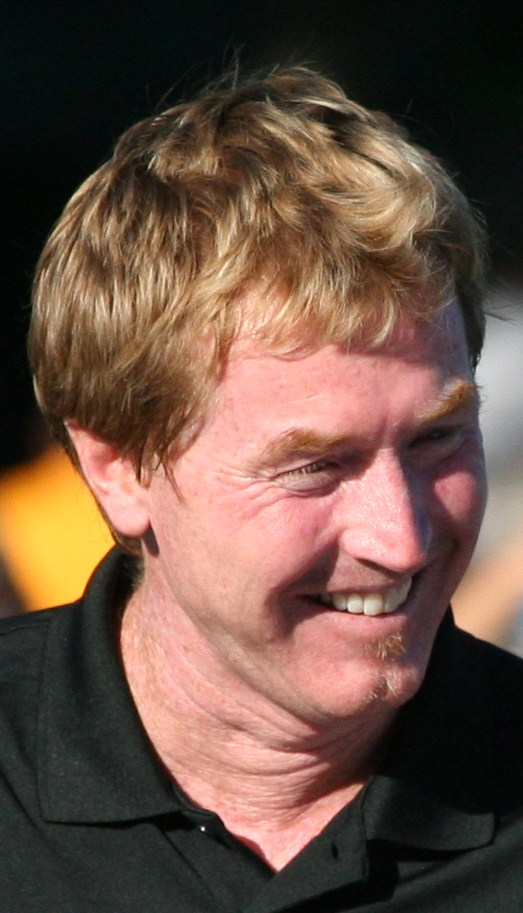
Mark Woodforde

The Woodies là biệt danh của bộ đôi vận động viên quần vợt người Úc Todd Woodbridge và Mark Woodforde, một trong những bộ đôi có sự nghiệp thành công nhất trong lịch sử quần vợt.
The Woodies có tay vợt thuận tay trái Woodforde chơi với tay vợt chơi ở trên lưới Woodbride. Họ đã giành được giải thưởng Đồng đội ATP của năm 5 lần, và đã giành được tổng cộng 61 danh hiệu đôi ATP.
The Woodies đã giành được tổng cộng 11 danh hiệu đôi Grand Slam trong sự nghiệp của họ—1 Pháp Mở rộng, 2 Úc Mở rộng, 3 Mỹ Mở rộng, và kỷ lục 6 giải Wimbledon.
Ngoài ra, họ cũng đã giành được huy chương vàng tại Thế vận hội Mùa hè 1996 ở Atlanta và huy chương bạc tại Thế vận hội Mùa hè 2000 ở Sydney.
The Woodies kết thúc vào năm 2000 sau khi Mark Woodforde giải nghệ sự nghiệp quần vợt chuyên nghiệp. Woodbride tiếp tục hoàn thành sự nghiệp đôi của mình với tay vợt người Thụy Điển Jonas Björkman trước khi Björkman giải nghệ sự nghiệp vào năm 2004. Woodbridge sau đó đánh cặp với Mahesh Bhupathi của Ấn Độ trước khi giải nghệ vào năm 2005.
Vào Tháng 1 năm 2010 trong Ngày Quốc khánh Úc, The Woodies đã được giới thiệu với Australian Tennis Hall of Fame vì những thành tích cuae họ, và bức tượng của họ đã được ở cùng với những tay vợt hay khác của Úc tại Melbourne Park, Melbourne, Úc.

## Danh hiệu đôi (61)
| Chú thích                          |
| Grand Slam (11)                    |
| Tennis Masters Cup (2)             |
| ATP Masters Series (14)            |
| Huy chương Vàng Olympic (1)        |
| ATP International Series Gold (11) |
| ATP Tour (22)                      |

| Danh hiệu theo mặt sân |
| Cứng (32)              |
| Đất nện (7)            |
| Cỏ (10)                |
| Thảm (12)              |

| Số  | Ngày              | Giải đấu                           | Mặt sân  | Đối thủ trong trận chung kết        | Tỉ số                        |
| 1.  | 18 February 1991  | Brussels, Belgium                  | Carpet   | Libor Pimek / Michiel Schapers      | 6–3, 6–0                     |
| 2.  | 11 March 1991     | Copenhagen, Denmark                | Carpet   | Mansour Bahrami / Andrei Olhovskiy  | 6–3, 6–1                     |
| 3.  | 17 June 1991      | London/Queen's Club, England       | Grass    | Grant Connell / Glenn Michibata     | 6–4, 7–6                     |
| 4.  | 30 September 1991 | Brisbane, Australia                | Hard     | John Fitzgerald / Glenn Michibata   | 7–6, 6–3                     |
| 5.  | 27 January 1992   | Australian Open, Melbourne         | Hard     | Kelly Jones / Rick Leach            | 6–4, 6–3, 6–4                |
| 6.  | 17 February 1992  | Memphis, US                        | Hard (i) | Kevin Curren / Gary Muller          | 7–5, 4–6, 7–6                |
| 7.  | 24 February 1992  | Philadelphia, US                   | Carpet   | Jim Grabb / Richey Reneberg         | 6–4, 7–6                     |
| 8.  | 6 April 1992      | Singapore                          | Hard     | Grant Connell / Glenn Michibata     | 6–7, 6–2, 6–4                |
| 9.  | 17 August 1992    | Cincinnati, US                     | Hard     | Patrick McEnroe / Jonathan Stark    | 6–3, 1–6, 6–3                |
| 10. | 19 October 1992   | Tokyo Indoor, Japan                | Carpet   | Jim Grabb / Richey Reneberg         | 7–6, 6–4                     |
| 11. | 2 November 1992   | Stockholm, Sweden                  | Carpet   | Steve DeVries / David Macpherson    | 6–3, 6–4                     |
| 12. | 29 November 1992  | Doubles Championship, Johannesburg | Hard     | John Fitzgerald / Anders Järryd     | 6–2, 7–6(7–4), 5–7, 3–6, 6–3 |
| 13. | 11 January 1993   | Adelaide, Australia                | Hard     | John Fitzgerald / Laurie Warder     | 6–4, 7–5                     |
| 14. | 15 February 1993  | Memphis, US                        | Hard (i) | Jacco Eltingh / Paul Haarhuis       | 7–5, 6–2                     |
| 15. | 14 June 1993      | London/Queen's Club, England       | Grass    | Neil Broad / Gary Muller            | 6–7, 6–3, 6–4                |
| 16. | 5 July 1993       | Wimbledon, London                  | Grass    | Grant Connell / Patrick Galbraith   | 7–5, 6–3, 7–6(7–4)           |
| 17. | 1 November 1993   | Stockholm, Sweden                  | Carpet   | Gary Muller / Danie Visser          | 6–1, 3–6, 6–2                |
| 18. | 7 February 1994   | Dubai, UAE                         | Hard     | John Fitzgerald / Darren Cahill     | 6–7, 6–4, 6–2                |
| 19. | 9 May 1994        | Pinehurst, US                      | Clay     | Jared Palmer / Richey Reneberg      | 6–2, 3–6, 6–3                |
| 20. | 4 July 1994       | Wimbledon, London                  | Grass    | Grant Connell / Patrick Galbraith   | 7–6(7–3), 6–3, 6–1           |
| 21. | 22 August 1994    | Indianapolis, US                   | Hard     | Jim Grabb / Richey Reneberg         | 6–3, 6–4                     |
| 22. | 31 October 1994   | Stockholm, Sweden                  | Carpet   | Jan Apell / Jonas Björkman          | 6–3, 6–4                     |
| 23. | 16 January 1995   | Sydney Outdoor, Australia          | Hard     | Trevor Kronemann / David Macpherson | 7–6, 6–4                     |
| 24. | 27 March 1995     | Key Biscayne, US                   | Hard     | Jim Grabb / Patrick McEnroe         | 6–3, 7–6                     |
| 25. | 15 May 1995       | Pinehurst, US                      | Clay     | Alex O'Brien / Sandon Stolle        | 6–2, 6–4                     |
| 26. | 22 May 1995       | Coral Springs, US                  | Clay     | Sergio Casal / Emilio Sánchez       | 6–3, 6–1                     |
| 27. | 10 July 1995      | Wimbledon, London                  | Grass    | Rick Leach / Scott Melville         | 7–5, 7–6(10–8), 7–6(7–5)     |
| 28. | 14 August 1995    | Cincinnati, US                     | Hard     | Mark Knowles / Daniel Nestor        | 6–2, 3–0, ret.               |
| 29. | 11 September 1995 | US Open, US                        | Hard     | Alex O'Brien / Sandon Stolle        | 6–3, 6–3                     |
| 30. | 8 January 1996    | Adelaide, Australia                | Hard     | Jonas Björkman / Tommy Ho           | 7–5, 7–6                     |
| 31. | 4 March 1996      | Philadelphia, US                   | Carpet   | Byron Black / Grant Connell         | 7–6, 6–2                     |
| 32. | 18 March 1996     | Indian Wells, US                   | Hard     | Brian MacPhie / Michael Tebbutt     | 1–6, 6–2, 6–2                |
| 33. | 1 April 1996      | Key Biscayne, US                   | Hard     | Ellis Ferreira / Patrick Galbraith  | 6–1, 6–3                     |
| 34. | 22 April 1996     | Tokyo, Japan                       | Hard     | Mark Knowles / Rick Leach           | 6–2, 6–3                     |
| 35. | 20 May 1996       | Coral Springs, US                  | Clay     | Ivan Baron / Brett Hansen-Dent      | 6–3, 6–3                     |
| 36. | 17 June 1996      | London/Queen's Club, England       | Grass    | Sébastien Lareau / Alex O'Brien     | 6–3, 7–6                     |
| 37. | 8 July 1996       | Wimbledon, London                  | Grass    | Byron Black / Grant Connell         | 4–6, 6–1, 6–3, 6–2           |
| 38. | 29 July 1996      | Atlanta Olympics, US               | Hard     | Neil Broad / Tim Henman             | 6–4, 6–4, 6–2                |
| 39. | 9 September 1996  | US Open, New York                  | Hard     | Jacco Eltingh / Paul Haarhuis       | 4–6, 7–6, 7–6                |
| 40. | 7 October 1996    | Singapore                          | Carpet   | Martin Damm / Andrei Olhovskiy      | 7–6, 7–6                     |
| 41. | 17 November 1996  | Doubles Championship, Hartford     | Carpet   | Sébastien Lareau / Alex O'Brien     | 6–4, 5–7, 6–2, 7–6(7–3)      |
| 42. | 27 January 1997   | Australian Open, Melbourne         | Hard     | Sébastien Lareau / Alex O'Brien     | 4–6, 7–5, 7–5, 6–3           |
| 43. | 31 March 1997     | Key Biscayne, US                   | Hard     | Mark Knowles / Daniel Nestor        | 7–6, 7–6                     |
| 44. | 7 July 1997       | Wimbledon, London                  | Grass    | Jacco Eltingh / Paul Haarhuis       | 7–6(7–4), 7–6(9–7), 5–7, 6–3 |
| 45. | 11 August 1997    | Cincinnati, US                     | Hard     | Mark Philippoussis / Patrick Rafter | 7–6, 4–6, 6–4                |
| 46. | 27 October 1997   | Stuttgart Indoor, Germany          | Carpet   | Rick Leach / Jonathan Stark         | 6–3, 6–3                     |
| 47. | 19 January 1998   | Sydney Outdoor, Australia          | Hard     | Jacco Eltingh / Daniel Nestor       | 6–3, 7–5                     |
| 48. | 16 February 1998  | San Jose, US                       | Hard (i) | Nelson Aerts / André Sá             | 6–1, 7–5                     |
| 49. | 23 February 1998  | Memphis, US                        | Hard (i) | Ellis Ferreira / David Roditi       | 6–3, 6–4                     |
| 50. | 4 May 1998        | Munich, Germany                    | Clay     | Joshua Eagle / Andrew Florent       | 6–0, 6–3                     |
| 51. | 19 October 1998   | Singapore                          | Carpet   | Mahesh Bhupathi / Leander Paes      | 6–2, 6–3                     |
| 52. | 15 February 1999  | San Jose, US                       | Hard (i) | Aleksandar Kitinov / Nenad Zimonjić | 7–5, 6–7(3–7), 6–4           |
| 53. | 22 February 1999  | Memphis, US                        | Hard (i) | Sébastien Lareau / Alex O'Brien     | 6–3, 6–4                     |
| 54. | 10 January 2000   | Adelaide, Australia                | Hard     | Lleyton Hewitt / Sandon Stolle      | 6–4, 6–2                     |
| 55. | 17 January 2000   | Sydney, Australia                  | Hard     | Lleyton Hewitt / Sandon Stolle      | 7–5, 6–4                     |
| 56. | 3 April 2000      | Miami, US                          | Hard     | Martin Damm / Dominik Hrbatý        | 6–3, 6–4                     |
| 57. | 22 May 2000       | Hamburg, Germany                   | Clay     | Wayne Arthurs / Sandon Stolle       | 6–7(4–7), 6–4, 6–3           |
| 58. | 12 June 2000      | French Open, Paris                 | Clay     | Paul Haarhuis / Sandon Stolle       | 7–6(9–7), 6–4                |
| 59. | 19 June 2000      | London/Queen's Club, England       | Grass    | Jonathan Stark / Eric Taino         | 6–7(5–7), 6–3, 7–6(7–1)      |
| 60. | 10 July 2000      | Wimbledon, London                  | Grass    | Paul Haarhuis / Sandon Stolle       | 6–3, 6–4, 6–1                |
| 61. | 14 August 2000    | Cincinnati, US                     | Hard     | Ellis Ferreira / Rick Leach         | 7–6(8–6), 6–4                |

### Á quân (18)
| Số  | Ngày              | Giải đấu                           | Mặt sân  | Đối thủ trong trận chung kết         | Tỉ số                             |
| 1.  | 28 November 1993  | Doubles Championship, Johannesburg | Hard (i) | Jacco Eltingh / Paul Haarhuis        | 6–7(4–7), 6–7(5–7), 4–6           |
| 2.  | 13 June 1994      | London/Queen's Club, England       | Grass    | Jan Apell / Jonas Björkman           | 6–3, 6–7, 4–6                     |
| 3.  | 12 September 1994 | US Open, New York                  | Hard     | Jacco Eltingh / Paul Haarhuis        | 3–6, 6–7(1–7)                     |
| 4.  | 28 November 1994  | Doubles Championship, Jakarta      | Hard (i) | Jan Apell / Jonas Björkman           | 4–6, 6–4, 6–4, 6–7(5–7), 6–7(6–8) |
| 5.  | 23 October 1995   | Vienna, Austria                    | Carpet   | Ellis Ferreira / Jan Siemerink       | 4–6, 5–7                          |
| 6.  | 26 February 1996  | Memphis, US                        | Hard (i) | Mark Knowles / Daniel Nestor         | 4–6, 5–7                          |
| 7.  | 6 January 1997    | Adelaide, Australia                | Hard     | Patrick Rafter / Bryan Shelton       | 4–6, 6–1, 3–6                     |
| 8.  | 9 June 1997       | French Open, Paris                 | Clay     | Yevgeny Kafelnikov / Daniel Vacek    | 6–7(12–14), 6–4, 3–6              |
| 9.  | 2 February 1998   | Australian Open, Melbourne         | Hard     | Jonas Björkman / Jacco Eltingh       | 2–6, 7–5, 6–2, 4–6, 3–6           |
| 10. | 27 April 1998     | Monte Carlo, Monaco                | Clay     | Jacco Eltingh / Paul Haarhuis        | 4–6, 2–6                          |
| 11. | 6 July 1998       | Wimbledon, London                  | Grass    | Jacco Eltingh / Paul Haarhuis        | 6–2, 4–6, 6–7(3–7), 7–5, 8–10     |
| 12. | 12 October 1998   | Shanghai, China                    | Carpet   | Mahesh Bhupathi / Leander Paes       | 4–6, 7–6(7–2), 6–7(4–7)           |
| 13. | 3 May 1999        | Atlanta, US                        | Clay     | Patrick Galbraith / Justin Gimelstob | 7–5, 6–7, 3–6                     |
| 14. | 14 June 1999      | London/Queen's Club, England       | Grass    | Sébastien Lareau / Alex O'Brien      | 3–6, 6–7(3–7)                     |
| 15. | 16 August 1999    | Cincinnati, US                     | Hard     | Byron Black / Jonas Björkman         | 3–6, 6–7(6–8)                     |
| 16. | 11 October 1999   | Shanghai, China                    | Hard     | Sébastien Lareau / Daniel Nestor     | 5–7, 3–6                          |
| 17. | 18 October 1999   | Singapore                          | Hard (i) | Max Mirnyi / Eric Taino              | 3–6, 4–6                          |
| 18. | 2 October 2000    | Sydney Olympics, Australia         | Hard     | Sébastien Lareau / Daniel Nestor     | 7–5, 3–6, 4–6, 6–7(2–7)           |

## Danh hiệu cấp đội tuyển (1)
| Số | Ngày                  | Giải đấu              | Mặt sân     | Đồng đội                            | Đối thủ                                                                  | Tỉ số |
| -- | --------------------- | --------------------- | ----------- | ----------------------------------- | ------------------------------------------------------------------------ | ----- |
| 1. | 3–5 tháng 12 năm 1999 | Davis Cup, Nice, Pháp | Đất nện (i) | Lleyton Hewitt / Mark Philippoussis | Sébastien Grosjean / Fabrice Santoro / Cédric Pioline / Olivier Delaître | 3–2   |

### Á quân (1)
| Số | Ngày                  | Giải đấu                   | Mặt sân     | Đồng đội                             | Đối thủ                                                              | Tỉ số |
| -- | --------------------- | -------------------------- | ----------- | ------------------------------------ | -------------------------------------------------------------------- | ----- |
| 1. | 3–5 tháng 12 năm 1993 | Davis Cup, Düsseldorf, Đức | Đất nện (i) | Richard Fromberg / Jason Stoltenberg | Michael Stich / Patrik Kühnen / Marc-Kevin Goellner / Carl-Uwe Steeb | 1–4   |

## Thống kê sự nghiệp đôi
| Giải đấu             | 1991  | 1992  | 1993          | 1994          | 1995          | 1996  | 1997          | 1998          | 1999          | 2000  | SR Sự nghiệp |
| -------------------- | ----- | ----- | ------------- | ------------- | ------------- | ----- | ------------- | ------------- | ------------- | ----- | ------------ |
| Grand Slam           |       |       |               |               |               |       |               |               |               |       |              |
| Úc Mở rộng           | BK    | VĐ    | V1            | TK            | V3            | V1    | VĐ            | CK            | BK            | BK    | 2 / 10       |
| Pháp Mở rộng         | V3    | V3    | BK            | TK            | V1            | BK    | CK            | V3            | V1            | VĐ    | 1 / 10       |
| Wimbledon            | TK    | BK    | VĐ            | VĐ            | VĐ            | VĐ    | VĐ            | CK            | TK            | VĐ    | 6 / 10       |
| Mỹ Mở rộng           | BK    | BK    | V3            | CK            | VĐ            | VĐ    | V1            | V3            | TK            | V2    | 2 / 10       |
| SR Grand Slam        | 0 / 4 | 1 / 4 | 1 / 4         | 1 / 4         | 2 / 4         | 2 / 4 | 2 / 4         | 0 / 4         | 0 / 4         | 2 / 4 | 11 / 40      |
| Giải đấu cuối năm    |       |       |               |               |               |       |               |               |               |       |              |
| Tennis Masters Cup   | BK    | VĐ    | CK            | CK            | BK            | VĐ    | VB            | VB            | BK            | -     | 2 / 9        |
| Thế vận hội          |       |       |               |               |               |       |               |               |               |       |              |
| Thế vận hội Mùa hè   | KTC   | -     | Không tổ chức | Không tổ chức | Không tổ chức | VĐ    | Không tổ chức | Không tổ chức | Không tổ chức | CK    | 1 / 2        |
| ATP Masters Series   |       |       |               |               |               |       |               |               |               |       |              |
| Indian Wells Masters | -     | TK    | -             | TK            | BK            | VĐ    | BK            | V1            | V2            | TK    | 1 / 8        |
| Miami Masters        | -     | -     | -             | V2            | VĐ            | VĐ    | VĐ            | V1            | V3            | VĐ    | 4 / 7        |
| Monte Carlo Masters  | -     | -     | -             | -             | -             | -     | -             | CK            | -             | -     | 0 / 1        |
| Rome Masters         | V1    | V1    | -             | -             | -             | -     | V1            | V1            | -             | -     | 0 / 4        |
| Hamburg Masters      | -     | -     | -             | -             | -             | -     | -             | -             | -             | VĐ    | 1 / 1        |
| Rogers Cup           | -     | -     | -             | -             | -             | TK    | -             | -             | V1            | -     | 0 / 2        |
| Cincinnati Masters   | V1    | VĐ    | -             | BK            | VĐ            | TK    | VĐ            | TK            | CK            | VĐ    | 4 / 9        |
| Stuttgart Masters ²  | -     | VĐ    | VĐ            | VĐ            | BK            | TK    | VĐ            | TK            | BK            | V1    | 4 / 9        |
| Paris Masters        | TK    | V1    | TK            | BK            | BK            | BK    | V1            | TK            | TK            | -     | 0 / 9        |
| SR Masters Series    | 0 / 3 | 2 / 5 | 1 / 2         | 1 / 5         | 2 / 5         | 2 / 6 | 3 / 6         | 0 / 7         | 0 / 6         | 3 / 5 | 14 / 50      |
| Xếp hạng đội đôi     | 5     | 1     | 3             | 2             | 1             | 1     | 1             | 3             | 3             | 1     |              |

- KTC = Giải đấu không diễn ra
- ² Diễn ra ở Stockholm năm 1990–94, Essen năm 1995